# Sinfonía n.º 28 (Haydn)

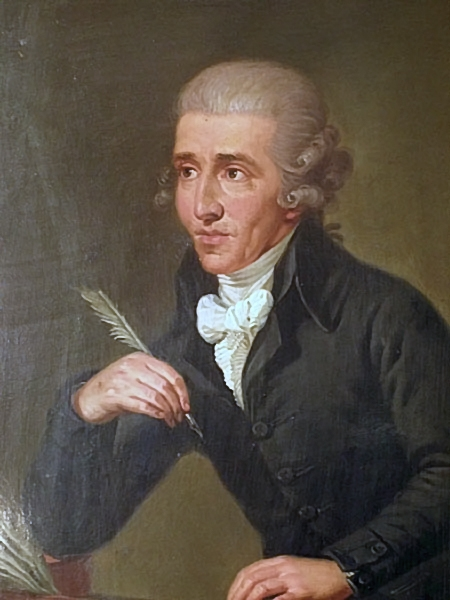
Haydn hacia 1770.

La Sinfonía n.º 28 en la mayor, Hob. I:28 fue compuesta por Joseph Haydn en 1765.

## Historia
La producción sinfónica del maestro austríaco puede dividirse a grandes rasgos en tres bloques temporales: el primer bloque (1757-1761) se corresponde con su periodo al servicio del conde Carl von Morzin (n.º 1 - n.º 5); el segundo bloque en la corte Esterházy (1761-1790 pero con la última sinfonía para el público de Esterházy en 1781); y el tercer bloque (1782-1795) comprende las Sinfonías de París (n.º 82 - n.º 87) y las Sinfonías de Londres (n.º 93 - n.º 104). El 1 de mayo de 1761 el compositor firmó su contrato como vice-kapellmeister (más tarde kapellmeister) de la familia Esterházy, que nominalmente duró 48 años, hasta su muerte.
La composición de esta pieza se desarrolló en 1765. Se conserva el manuscrito autógrafo fechado en ese año. Esta sinfonía muestra al joven Haydn prosperando y creando con una facilidad segura bajo el patrocinio de Esterházy.

## Instrumentación
La partitura está escrita para una orquesta formada por:
- Viento madera: 2 oboes y 1 fagot.
- Viento metal: 2 trompas.
- Cuerda: una sección de cuerdas con 2 violines, viola, violonchelo y contrabajo.
- Teclado: clavecín como bajo continuo.

En aquella época se solía emplear un fagot para amplificar la voz del bajo, incluso sin una notación separada. En cuanto a la participación del clavecín como bajo continuo en las sinfonías de Haydn existen diversas opiniones entre los estudiosos: James Webster se sitúa en contra; Hartmut Haenchen a favor; Jamie James en su artículo para The New York Times presenta diferentes posiciones por parte de Roy Goodman, Christopher Hogwood, H. C. Robbins Landon y James Webster. A partir de 2019 la mayor parte de las orquestas con instrumentos modernos no utiliza el clavecín como continuo. No obstante, existen grabaciones con clavecín en el bajo continuo realizadas por: Trevor Pinnock (Sturm und Drang Symphonies, Archiv, 1989-1990); Nikolaus Harnoncourt (n.º 6–8, Das Alte Werk, 1990); Sigiswald Kuijken (incluidas las Sinfonías de París y Londres; Virgin, 1988-1995); Roy Goodman (Ej. n.º 1-25, 70-78, 82-87; Hyperion, 2002).

## Estructura y análisis
La sinfonía consta de cuatro movimientos:
- I. Allegro di molto, en la mayor 3
4
- II. Poco adagio, en re mayor 2
4
- III. Menuet, en la mayor – Trío, en la menor 3
4
- IV. Presto, en la mayor 6
8

La interpretación de esta obra dura aproximadamente entre 20 y 25 minutos. 

### I.Allegro di molto
El primer movimiento, Allegro di molto, está escrito en la tonalidad de la mayor, en compás de 3/4 y sigue la forma sonata. La naturaleza de este Allegro parecería más propia de un Finale, porque está compuesto en un ritmo ternario ágil y trepidante, y se basa en un motivo rítmicamente (no espiritualmente) similar al motivo del "destino" de la Sinfonía n.º 5 en do menor de Beethoven. Algunos de los pivotes armónicos más intrigantes no aparecen en el desarrollo, sino en la recapitulación.

### II.Poco adagio
El segundo movimiento, Poco adagio, está en re mayor y en compás de 2/4. Se trata de un movimiento lento muy ampliado (la mitad de la duración de toda la sinfonía), de carácter pausado y contemplativo, con un diálogo entre cuerdas con sordina divididas. El ritmo de tic-tac constituye un presagio del movimiento correspondiente de la Sinfonía n.º 101 "El reloj". Contrasta pasajes tristes en legato con secciones marcadas en staccato que aparecerán en los movimientos lentos de las Sinfonías n.º 60 y n.º 65 en las cuales la yuxtaposición de los dos estilos es más notable.

### III.Menuet – Trio
El tercer movimiento, Menuet – Trio, está en la mayor el minueto que en el trío pasa a la menor y el compás es 3/4. Es exuberante en su empleo de un efecto llamado bariolage, en el que la misma nota se oye repetidamente en dos cuerdas diferentes. Este es el mismo efecto que más tarde daría su apodo al Cuarteto de cuerda "La rana", Op. 50 n.º 6. en él hay una sensación alegre que recuerda a los bucólicos scherzi de Schubert, así como la melancolía en modo menor del trío, que es misteriosamente premonitoria del compositor romántico. Ante esta conexión Reising se pregunta si el maestro del Lied pudo haber conocido esta obra de Haydn.

### IV.Presto
El cuarto y último movimiento, Presto, retoma la tonalidad inicial y el compás es 6/8. El ligero Finale, aunque no es particularmente inusual, está marcado por una energía típicamente vibrante en 6/8.

## Recepción de la obra
Una nube pasajera vino de un crítico contemporáneo de Leipzig que expresó su desagrado por la obra. En particular, el minueto fue señalado, probablemente por su estridente efecto de cuerdas al unísono, pero no se dijo nada del insólitamente agitado movimiento inicial ni de la inusual duración del movimiento lento. El Finale también provocó la ira del crítico de Leipzig a pesar de atenerse a las convenciones. Según Hodgson, es difícil de entender porqué el mencionado crítico rechazó tanto la obra.